# Мурат-реис (старший)
Мура́т-реи́с ста́рший (тур. Koca Murat Reis; 1534—1609) — албанский капер и адмирал Оттоманского флота. Считается одним из наиболее известных Берберских пиратов.

## Начало карьеры
Родился в албанской семье на острове Родос (или в Албании) в 1534 году. Моряцкую карьеру начал в очень раннем возрасте, когда присоединился к команде капера Тургут-раиса. По другим данным, Мурат-реис присоединился к каперам в 1546 году, попав в плен к пирату Кара Али и вступив в итоге в его команду. Мурат-реис также сражался вместе с Пири-раисом в нескольких морских походах. В 1565 году молодой капитан сумел захватить три испанских корабля.

## Командующий Оттоманским флотом в Индийском океане
В 1552 году Сулейман I назначил Мурат-реиса Главнокомандующим турецким флотом в Индийском океане (отсюда его известный титул Hint Kaptani — Капитан Индийского океана). Он стал третьим командиром, занявшим этот пост после Хадим Сулеймана-паши и Пири-раиса. Флот базировался в Суэце (Египет) на Красном море, а также имел порты приписки в Адене (Йемен) и Басре (Ирак) в Персидском заливе. Порт приписки в Басре Мурат-реис использовал для борьбы с португальским флотом в Индийском океане, держа там 26 галер и несколько более мелких судов. Оставив 8 из них в Басре, Мурат-реис вышел с 18 галерами в Индийский океан. Там он столкнулся с португальским флотом из 25 галер, отплывших из порта в Гоа. Мурат-реис успешно противостоял более многочисленному оппоненту. Ожесточенное сражение продолжалось до темноты и завершилось большими потерями с обеих сторон. Победитель не был выявлен, португальский флот отступил обратно в Гоа, а Мурат-реис — в Басру. Исход сражения огорчил Сулеймана I, ожидавшего решительной победы. В итоге Мурат-реис был снят со своего поста, а на его место был назначен ещё один знаменитый адмирал, Сейди Али-реис. Мурат-реис вернулся к Тургут-раису и оставался в его команде, пока тот не погиб при осаде Мальты в 1565 году.

## Осада и захват Кипра
В 1570 году Мурат-реис, командовавший флотом из 25 галер, получил задание взять под контроль область между островами Крит, Родос и Кипр для наращивания в ней турецких сил и конечном счете завоевания Кипра. Перед ним также была поставлена задача блокировать венецианские корабли, базировавшиеся на Крите, чтобы не дать им прийти на помощь венецианскому гарнизону Кипра. С обеими задачами Мурат-реис успешно справился и в итоге добился капитуляции Фамагусты — последней венецианской крепости на Кипре. Кипр стал частью Оттоманской империи на последующие 300 лет.

## Канарские острова
В 1578 году Мурат-реис захватил две галеры с Сицилии, в 1580 году — папскую галеру, в 1581 — два бретонских корабля. В 1579 году у берегов Сицилии он захватил корабль с вице-королём Испании на борту, вызвав гнев короля Филиппа II.
Мурат-реис расширил границы набегов берберских пиратов. В 1585 году он возглавил первую экспедицию в Атлантический океан и захватил несколько Канарских островов. В результате одного из нападений он взял в плен испанского губернатора острова Лансароте, который впоследствии был выкуплен и освобожден.

## Средиземноморские кампании
В конце XVI века Мурат-реис стал дипломатом и улаживал конфликты Оттоманской империи с соседями. Позднее Мурат-реис получил задание контролировать прибыльные торговые маршруты между Египтом и Анатолией, на которые часто совершали нападения венецианцы, французы и мальтийские рыцари. В 1609 году он узнал о присутствии у берегов Кипра франко-мальтийского флота из 10 кораблей, в числе которых был знаменитый Galeona Rossa — большой галеон, вооруженный 90 пушками, известный туркам как Красный дьявол, под командованием рыцаря Фрезине. Мурат-реис отплыл к Кипру, чтобы привлечь вражеский флот. После прицельного артиллерийского залпа по вражеским кораблям он серьезно повредил Красного дьявола и захватил судно. Шесть из десяти франко-мальтийских судов были захвачены вместе с 500 солдатами на борту, а также в общей сложности с 160 орудиями и 2000 мушкетов, которые они перевозили. В ходе боя Мурат-реис был тяжело ранен. В 1609 году он принял участие в осаде венецианского города Влера в Албании, в ходе которой умер.

## Память
Мурат-реис был похоронен на острове Родос в соответствии с его волей. Его могила, сохранившаяся по сей день, стала святыней для османских моряков, посещавших её на удачу перед дальним походом. Несколько подводных лодок ВМС Турции были названы в честь Мурат-реиса. Один из муниципалитетов города Алжир, бывшего когда-то региональным центром османского вилаята в 1517-1830 годах, назван Бир-Мурад-Раис — Колодец Мурат-реиса.